# Силва Мело, Жилберто да
Жилбе́рто да Си́лва Ме́ло (порт. Gilberto da Silva Melo; 25 апреля 1976, Рио-де-Жанейро) — бразильский футболист, бывший игрок сборной Бразилии. Участник Чемпионата мира 2006 года и 2010 года.

## Карьера
Жилберто начал карьеру в клубе «Америка» из родного города Рио-де-Жанейро. Там он играл три сезона. В 1996 году Жилберто перешёл в клуб «Фламенго», куда попал по протекции своего старшего брата, Нелио. Жилберто дебютировал в составе клуба 7 февраля 1996 года в матче чемпионата Рио-де-Жанейро с клубом «Бангу», в котором его команда победила 2:0. 8 марта Жилберто забил первый мяч за «Фламенго», поразив ворота клуба «Линьяреса». В первом сезоне в составе «Фламенго» Жиберто провёл 65 матчей и забил 3 гола. Он выиграл с клубом Трофей Рио, Кубок Гуанабара и чемпионат Рио. В следующем сезоне Жилберто провёл в составе «Фламенго» 61 матч и забил 1 гол. Последним матчем игрока за этот клуб стала игра 6 декабря 1997 года против клуба «Португеза Деспортос», завершившаяся со счётом 0:0.

## Достижения
- Обладатель Кубка Оро: 1996
- Обладатель Трофея Рио: 1996
- Обладатель Кубка Гуанабара: 1996, 2000
- Чемпион штата Рио-де-Жанейро: 1996
- Чемпион штата Минас-Жерайс: 1998
- Обладатель Рекопы Южной Америки: 1999
- Обладатель Центрально-Западного Кубка: 1999
- Обладатель Кубка Меркосур: 2000
- Чемпион Бразилии: 2000
- Чемпион штата Сан-Паулу: 2004
- Обладатель Кубка Америки: 2007
- Обладатель Кубка конфедераций: 2005